# Souamâa
Souamâa é uma cidade e comuna localizada na província de Tizi Ouzou, no norte da Argélia. Em 2008, sua população era de 9 954 habitantes.